# Pallenopsis macronyx
Pallenopsis macronyx is een zeespin uit de familie Pallenopsidae. De soort behoort tot het geslacht Pallenopsis. Pallenopsis macronyx werd in 1911 voor het eerst wetenschappelijk beschreven door Bouvier. 